# Глибинна психологія

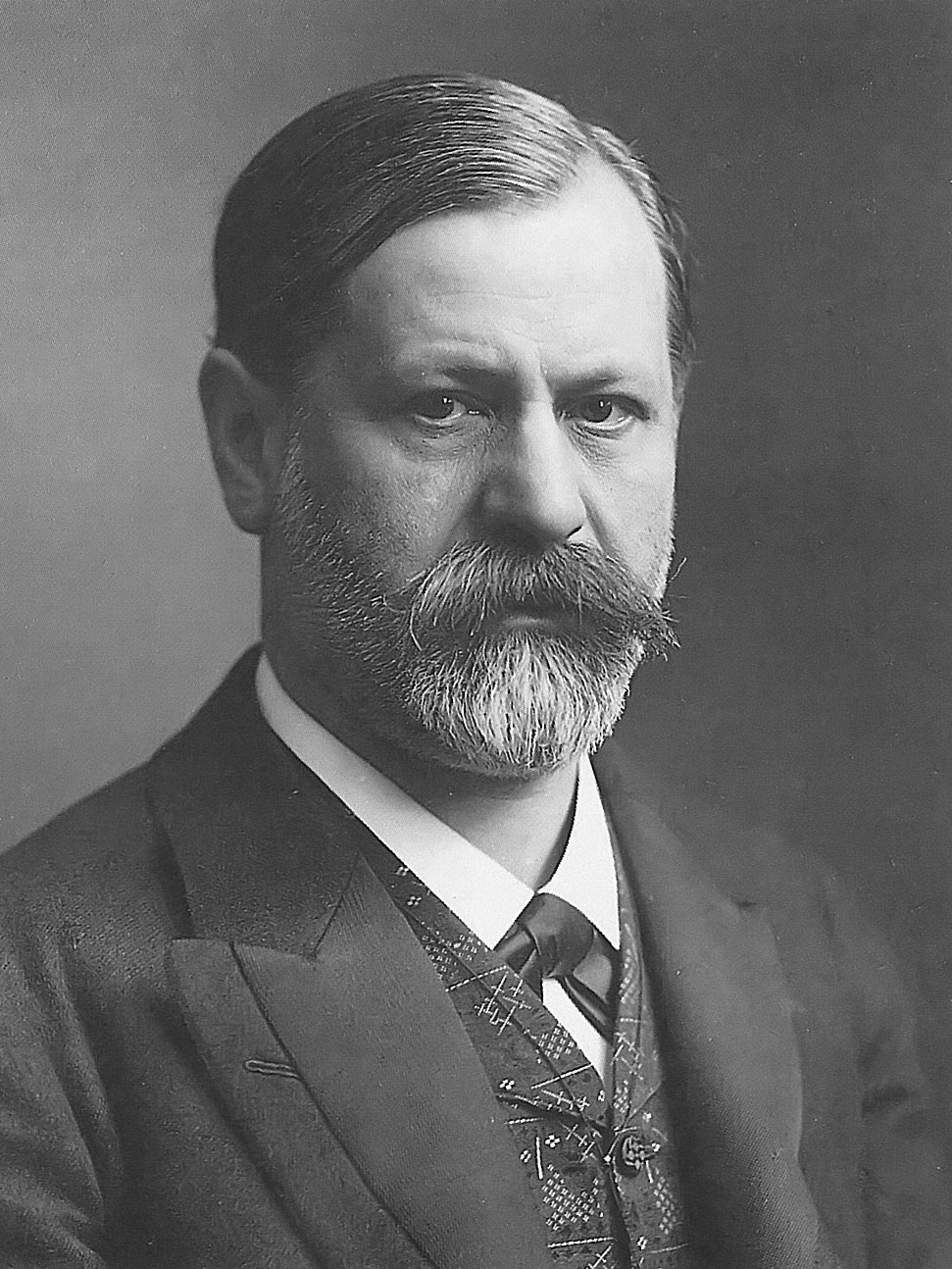
Зигмунд Фрейд (1856–1939) — засновник глибинної психології

Глибинна психологія (нім. Tiefenpsychologie) — поняття у психології та психотерапії, що поєднує різноманітні підходи, які надають особливого значення несвідомим душевним процесам для пояснення людської поведінки та переживань. Центральним припущенням глибинної психології є наявність «під свідомою поверхнею» глибинних шарів свідомості, в яких відбуваються несвідомі процеси, що впливають на свідомі дії та враження.
Ці ідеї були висловлені ще до Зигмунда Фрейда у філософії (Лейбніц, Артур Шопенгауер, Ніцше) та в літературі (насамперед романтизм), проте саме Фрейд був першим, який провів систематичне вивчення цього припущення й з одержаного матеріалу зміг створити концепцію, що стала основою школи психоаналізу.
До найвідоміших шкіл глибинної психології окрім психоаналізу Зигмунда Фрейда зараховують також аналітичну психологію Карла Густава Юнга та індивідуальну психологію Альфреда Адлера. На думку представників усіх цих шкіл, основою свідомого сприйняття і поведінки є регуляція потягу та подолання конфлікту. Психологічні процеси, що розгортаються у глибинних шарах несвідомого, визначаються потягами та мотиваціями.
Одним з напрямків глибинної психології є психологія долі Леопольда Сонді. Окрім дослідження родового несвідомого, Сонді ставив задачу інтеграції розрізнених шкіл психології, при цьому зазначав — «інтеграція шкіл психології — це, мабуть, найскладніше і невдячне завдання».
Характер потягу є визначальною відмінністю трьох основних напрямків глибинної психології: тоді як Фрейд найбільшу увагу приділяв сексуальному потягу, за Юнгом центральним елементом психологічних процесів є невизначена енергія потягу, а за Адлером — потяг до влади.

## Основні принципи
Основні принципи глибинної психології — принципи, що визнаються всіма її школами й напрямками.

### Динамічне несвідоме

Модель психіки за Фрейдом

На відміну від когнітивної психології та біхевіоризму, глибинна психологія виходить з того, що центральним елементом психічного життя людини є динамічне несвідоме. Звідси випливає, що:
- багато ментальних процесів відбувається несвідомо;
- функціональні принципи та закономірності частини цих ментальних процесів цілком відмінні від свідомих дій.
- динамічне несвідоме має великий вплив на людські сприйняття та поведінку. Епітет «динамічний» має підкреслити той факт, що йдеться саме про такі процеси, які чинять помітний вплив на свідомість загалом, на відміну від інших психічних процесів, які хоч і не сприймаються свідомо, проте не відповідають принципам власне несвідомого (пор. Психодинаміка).

Відомими прикладами впливу несвідомих процесів є обмовки за Фрейдом, що висвітлюють приховані думки чи мотиви мовця, іншими прикладами є несвідоме забування або несвідомі маніпуляції з предметами.

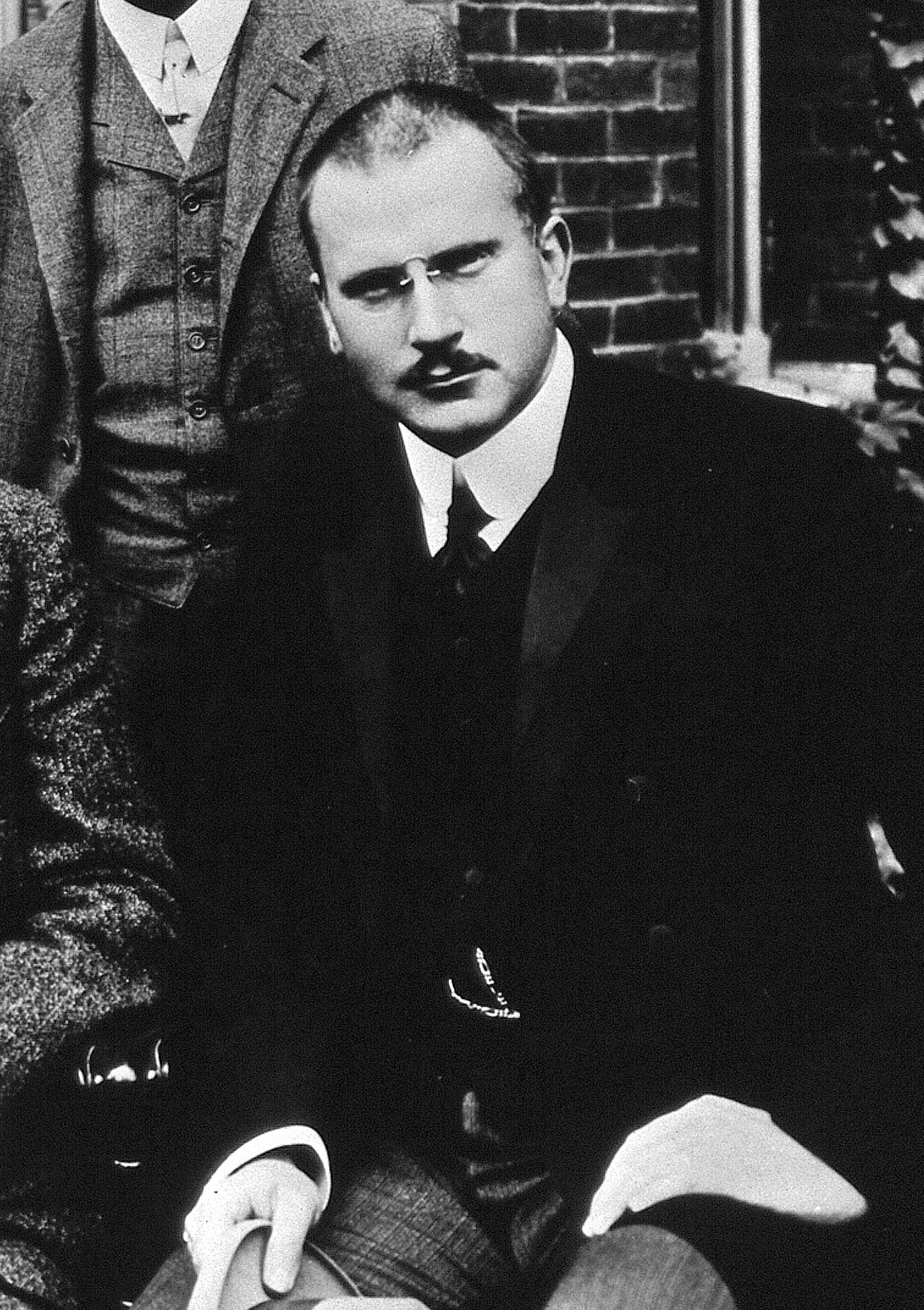
Карл Густав Юнг (1875–1961)

У глибинній психології несвідоме вважається «місцем» основних потягів душевного життя. Пізніше Фрейд вживав цей термін переважно у формі прикметника «несвідомий», оскільки більше не ототожнював його виключно з поняттям Воно. Несвідомі елементи, за Фрейдом, присутні також в Я та Над-Я.
За Фрейдом, для несвідомого характерні такі властивості:
- Алогічність — закономірності логіки тут не діють і не мають впливу на процеси несвідомого.

- Суперечливість — у сфері несвідомого протилежності можуть виступати як ідентичні. Фрейд наводить тут приклади слів, що одночасно мають протилежні значення (лат. altus = високо-низько або лат.: sacer = святий-божевільний).

- Позачасовість — процеси несвідомого не мають зв'язку з часовими координатами, отже вони є позачасовими.

Академічна психологія тривалий час не визнавала психоаналітичне явлення про те, що несвідоме є окремою сферою психіки, яка функціонує за цілком іншими законами. Велика заслуга емпірично-експериментального дослідження тез глибинної психології належить гештальтпсихології, яка дослідним шляхом підтвердила низку постулатів, а інші було визнано з певними модифікаціями. Важливими тут були праці Вольфганга Мецгера.

### Витіснення

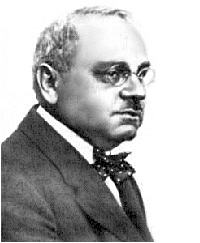
Альфред Адлер (1870–1937)

Важливим концептом глибинної психології є психічний механізм витіснення. Фрейд спершу визначав витіснення, як захист від болісних, емоційно неприємних спогадів. Такий захист є активною дією «Я» у Фрейдівському розумінні.

### Перенесення
Перенесення — психологічний феномен, що полягає в несвідомому перенесенні раніше пережитих (особливо в дитинстві) почуттів та відносин, які стосувалися однієї особи, зовсім на іншу особу. Наприклад, на психотерапевта під час психотерапії. За Фрейдом, перенесення має першорядну важливість для розуміння клієнта (пацієнта) в процесі психоаналізу. Контрперенесенням називається перенесення, що виникає у терапевта на клієнта. Вважається, що правильна інтерпретація контрперенесення також важлива для розуміння того, що відбувається під час психоаналітичного процесу.

### Значення раннього дитинства
Усі три напрямки глибинної психології вважають розвиток у дитинстві вирішальним для поведінки дорослого індивіда. Ґенеза психічних розладів також виводиться з раннього дитинства. Важливим фактором тут є інтеракція (взаємодія) між дитиною та дорослими, що її оточують.

## Критика
Глибинну психологію критикують переважно науковці, що займаються іншими психологічними парадигмами. Найбільше закидів стосується теорій і методів глибинної психології, які видаються критично налаштованим науковцям недостатньо науково обґрунтованими. Так теорії глибинної психології про психосоціальний розвиток від дитини до дорослого виникли пост фактум через інтерпретацію дитячих спогадів та снів дорослими психотерапевтами. Внаслідок цього постає образ людини, основою нормального розвитку якої виступають дефіцити та конфлікти.
На противагу до методів глибинної психології основні тези когнітивної психотерапії спираються на емпірично-статистичні методи дослідження. І хоча психоаналіз та інші подібні напрямки також спираються на емпіричні методи, результати складніше верифікувати. Парадигма глибинної психології залишає осторонь типовий для природничих наук фальсифікаційний принцип, за яким гіпотеза має бути сформульована таким чином, що її в принципі можливо спростувати емпіричним шляхом. Упровадження в теорію глибинної психології численних теоретичних конструктів призводить до того, що теоретичні побудови психоаналізу доводять самі себе, оскільки завжди знаходиться альтернативне пояснення, а фальсифікаційний принцип не діє, окрім того порушується природничо-емпіричний принцип простоти теоретичної побудови.